# Dīmos Ntikoudīs
Dīmosthenīs Ntikoudīs, detto Dīmos (in greco Δημοσθένης "Δήμος" Ντικούδης?; Larissa, 24 giugno 1977), è un ex cestista greco.
Alto 206 cm, giocava come ala grande o pivot.

## Carriera
Dopo due anni al Panathinaikos in cui ha vinto due campionati in Grecia e una Eurolega è tornato al Pamesa Valencia dove aveva già giocato nelle stagioni 2003-04 e 2005-06.
Con la Grecia ha disputato i Giochi olimpici di Atene 2004, i Campionati mondiali del 2006 e quattro edizioni dei Campionati europei (2001, 2003, 2005, 2007).

## Palmarès

### Squadra
- Campionato greco: 3

AEK Atene: 2001-02
Panathinaikos: 2006-07, 2007-08
- Campionato russo: 1

CSKA Mosca: 2004-05
- Coppa di Grecia: 4

AEK Atene: 1999-2000, 2000-01
Panathinaikos:	2006-07, 2007-08
- Coppa di Russia: 1

CSKA Mosca: 2004-05
- Coppa Saporta: 1

AEK Atene: 1999-2000
- Eurolega: 1

Panathinaikos: 2006-07

### Individuale
- A1 Ethniki MVP: 1

AEK Atene: 2001-02
- A1 Ethniki MVP finali: 1

AEK Atene: 2001-02